# Castillo Konopiště
El castillo Konopiště (se pronuncia: /'konopɪʃcɛ/), una de las joyas culturales de la República Checa, se encuentra en la Bohemia central, a 40 kilómetros de Praga.
Se asocia principalmente con su último propietario, el archiduque Francisco Fernando de Austria, heredero de la corona del Imperio austrohúngaro. El castillo está protegido como monumento cultural nacional de la República checa; en la actualidad es propiedad del estado y está abierto al público.

## Historia
El castillo Konopiště fue fundado en 1294 probablemente por el obispo praguense, Tobiáš z Benešova, y fue construido con características de fortaleza francesa. Los propietarios de la residencia han ido cambiando a lo largo de sus 700 años de historia. Fue habitado por una serie de poderosas familias nobles, entre ellos los Sternberg, los Lobkowicz, Albrecht von Wallenstein y otros. La primera intervención en la estructura medieval del castillo fue realizada a finales del siglo XV, después se realizó otra a principios del siglo XVII y la reconstrucción barroca se efectuó en el siglo XVIII. En el año 1887  lo compró Francisco Fernando de Austria, conocido por ser el heredero del trono y por el amor a la condesa checa Sofía Chotek. El archiduque mandó reconstruir el castillo Konopiště en estilo historicista y transformar su entorno en un parque paisajístico. La vida feliz acabó con un trágico acontecimiento – Francisco y su esposa Sofía fueron asesinados por Gavrilo Princip, extremista serbio, en el atentado de Sarajevo en 1914. Desde el año 1921 el castillo lo posee el estado.

## Descripción

### Castillo
Las exposiciones del interior están organizadas de la misma manera que en la época de Francisco Fernando. Hay salas representativas, cuartos lujosos de huéspedes (se hospedó allí una vez incluso Guillermo II de Alemania, el último emperador del Imperio alemán), un pasillo cazador, una capilla de San Huberto (el patrono de los cazadores) hermosamente decorada, una gran armería, un salón para fumadores y una biblioteca representativa. Todas las habitaciones contienen muebles de época, cuadros, porcelanas, etc. Lo más interesante, sin embargo, son los apartamentos privados de la familia del archiduque: el despacho del príncipe heredero, el salón comedor, los cuartos de los niños con objetos personales, fotografías, etc., e incluso el cuarto de baño y el dormitorio de Sus Altezas. Todo eso se puede ver en las visitas guiadas.

### Parque y jardines
Al recinto palaciego pertenece también un parque amplio – con más de 225 hectáreas de superficie – con bosques, un lago grande, muchos caminos y una colección de esculturas preciosas. En el parque está asimismo un memorable Vía Crucis, construido en 1775 según el deseo de la condesa O'Kelly. El Vía Crucis está compuesto de catorce prismas de piedra y una cueva de Lourdes con la Virgen María y Cristo crucificado. En el centro del parque se sitúa el Jardín de las Rosas, fundado por el archiduque Francisco Fernando alrededor del año 1900. Además de una gran cantidad de rosas, también hay lagunas decorativas e invernaderos con plantas tropicales y subtropicales. El jardín lo adornan pavos reales.

## Curiosidades
- Hay una larga tradición de la cría de osos en Konopiště que proviene del siglo XIX y continúa hasta la actualidad. Hoy en día el foso del castillo está habitado por un oso tibetano que se llama Jiří (Jorge).
- El nombre Konopiště fue utilizado para llamar el tren directo (R 646) que va de České Budějovice a Praga.
- La gran pasión de Francisco Fernando por la caza se puede observar en las torres, salones y pasillos decorados con trofeos y armas. El archiduque cazó durante su vida casi 300 000 animales.
- La armería Estenská es una de las más valiosas y más importantes de Europa Central. Las colecciones del castillo Konopiště son de las más destacadas en Europa.
- Francisco Fernando se dedicó también al coleccionismo. Durante su vida coleccionó 3500 cuadros, esculturas y otros objetos con el tema de San Jorge luchando con el dragón. Los 900 mejores objetos están expuestos en el Museo de San Jorge en Konopiště.
- En la capilla palaciega o en los jardines se pueden celebrar ceremonias de boda.